# Ambassade van Suriname in India
De ambassade van Suriname in India  staat aan de Vasant Vihar in New Delhi. Er zijn verder Surinaamse consulaten in Mumbai en Calcutta. De ambassade werd in 2000 geopend.

## Ambassadeurs
De volgende lijst is niet compleet:
| Ambassadeur   | start      | vertrek    | opmerking |
| ------------- | ---------- | ---------- | --------- |
| Chas Mijnals  | 2000       |            |           |
| Aashna Kanhai | begin 2012 | circa 2020 |           |
| Arun Hardin   | 2022       |            |           |